# Kylie Rae Harris
Pour les articles homonymes, voir Harris.
Kylie Rae Harris (née à Wylie au Texas le 15 mai 1989 et morte le 4 septembre 2019) est une chanteuse américaine,,,.

## Carrière
À douze ans, Harris s'inscrit dans un stage de chant et commence à créer ses propres chansons et à jouer de la guitare. Au moment où elle termine le lycée, Harris se voit offrir une bourse en musique et une bourse en soudage, mais n'en prend aucune des deux et décide de commencer sa carrière musicale. Elle est l'une des artistes en vedette de Troubadour, TX, un documentaire télévisuel suivant sa carrière en tant qu'auteur-compositeur-interprète de musique country venant du Texas.
Le 1er juillet 2010, Harris sort son premier album intitulé All the Right Reasons, suivi d'un EP en 2013 intitulé Taking it Back.
En 2013, Harris commence à travailler sur son deuxième album complet et fait une tournée avec un autre chanteur aperçu dans Troubadour, TX, Zane Williams, dans tout l'État. Puis, en mars 2019, elle sort un nouvel EP du même nom.

## Mort
Harris décède le 4 septembre 2019 à l'age de 30 ans lorsque sa voiture entre en collision avec une autre près de Taos, au Nouveau-Mexique , et laisse sa fille orpheline. L'enquête qui suivit, terminée en décembre 2019, révéla qu'elle conduisait à une vitesse maximale de 164 km/h (152 km/h lorsque l'accident s'est produit), confirmé par l'ordinateur de bord de son véhicule, et avait une alcoolémie trois fois supérieure à la limite légale. Harris heurta l'arrière d'un véhicule sur la voie de droite et fit une embardée dans la circulation venant en sens inverse,. Harris heurta une voiture de front dont la conductrice, Maria Elena Cruz, une adolescente, fut également tuée.
Harris avait été condamnée pour conduite en état d'ivresse en 2017. Dans le cadre de sa condamnation, on lui avait ordonné de faire installer un dispositif de verrouillage du contact dans sa voiture.